# Omiodes annubilata
Omiodes annubilata is een vlinder uit de familie van de grasmotten (Crambidae), uit de onderfamilie van de Spilomelinae. De wetenschappelijke naam van deze soort is voor het eerst voorgesteld als Charema annubilata door Charles Swinhoe in een publicatie uit 1894.
De soort komt voor in India (Meghalaya).